# Ites
Ites is een geslacht van kevers uit de familie van de boktorren (Cerambycidae). De wetenschappelijke naam van het geslacht werd in 1880 gepubliceerd door Charles Owen Waterhouse.

## Soorten
- Ites chaparensis Tippmann, 1960
- Ites colasi Lepesme, 1943
- Ites plagiatus C.O.Waterhouse, 1880